# Miro II de Urgel
Miro II de Urgel es el vizconde de Urgel que sucedió a su padre Guillermo I de Urgel hacia 1035.
Se casó dos veces: la primera con Gerberga de Tost, y la segunda con Guisla. Tuvo cuatro hijos: Ramón I de Urgel, que le sucedió (hijo de Gerberga), Renardo, Pedro y Guillermo (no se sabe cuál de las dos esposas fue la madre)
Murió en 1079.